# Klerksdorp
Klerksdorp este un oraș din Africa de Sud. Este reședința provinciei North West.
În Muzeul din Klerksdorp se află Sferele Klerksdorp. Acestea sunt obiecte mici, adesea sferice, în formă de disc, care au fost găsite de mineri și de amatorii de geologie în depozitele de pirofilite vechi de 3 miliarde de ani, extrase de Wonderstone Ltd., în apropiere de Ottosdal, Africa de Sud. Acestea sunt considerate de către unii cercetători, reporteri în cărți, articole populare și web-site-uri ca fiind obiecte OOPArt (Out-of-place artifact). Geologii care au studiat aceste obiecte au ajuns la concluzia că obiectele nu sunt fabricate (de om), ci sunt mai degrabă rezultatul unor procese naturale.